# N'Dayi Kalenga
 (avril 2025).
Motif : PAs sûr que ce soit dans le scritères WP:FOOT
- Archive Wikiwix
- Bing
- Cairn
- DuckDuckGo
- E. Universalis
- Gallica
- Google
- G. Books
- G. News
- G. Scholar
- Persée
- Qwant
- (zh) Baidu
- (ru) Yandex
- (wd) trouver des œuvres sur Wikidata

| 1. | Préciser le motif de la pose du bandeau. | Précisez le motif de la pose du bandeau en utilisant la syntaxe suivante : {{admissibilité à vérifier\|date=avril 2025\|motif=remplacez ce texte par le motif}}                     |
| 2. | Informer les utilisateurs concernés.     | Pensez à avertir le créateur de l'article, par exemple, en insérant le code ci-dessous sur sa page de discussion : {{subst:avertissement admissibilité à vérifier\|N'Dayi Kalenga}} |

N'Dayi Kalenga né le 29 novembre 1978 à Kamina, est un ancien footballeur professionnel congolais qui évoluait au poste d'attaquant. Il a auparavant joué pour plusieurs clubs maltais, dont Mosta.

## Honneurs
Għajnsielem
- Ligue de football de Gozo : 2004-05[2]